# Вязовский район (Саратовская область)
Вязовский район — административно-территориальная единица в Саратовской области, существовавшая в 1928—1959 годах. Административный центр — с. Вязовка

## История
Район образован в 1928 году в составе Саратовского округа Нижне-Волжского края. С 1934 года в составе Саратовского края (с 1936 года — в Саратовской области).
10 июня 1959 года район был упразднён, его территория вошла в состав Татищевского и Новобурасского районов.